# Normalna skocznia narciarska
Normalna skocznia narciarska – typ skoczni narciarskiej pod względem wielkości plasujący się pomiędzy skoczniami średnimi a dużymi.
Według standardów przyjętych przez Międzynarodową Federację Narciarską skocznia klasyfikowana jest jako normalna, gdy jej rozmiar (HS) wynosi pomiędzy 85 a 109 m. Punkt konstrukcyjny takiej skoczni umieszczony ma być pomiędzy 76 a 99 m.
Podczas zawodów Pucharu Świata rozgrywano początkowo od 7 do 10 konkursów w sezonie na normalnych skoczniach (najwięcej - 10 - w sezonie 1986/1987), jednak w latach 90. XX w. zaczęto odchodzić od rozgrywania tego typu konkursów. Po raz pierwszy w historii Pucharu Świata żadnego konkursu na skoczni normalnej nie rozegrano w sezonie 2000/2001 (planowany był jeden taki konkurs, ale został odwołany). Później, w XXI wieku w ramach Pucharu Świata na skoczniach normalnych rozegrano łącznie już tylko 21 konkursów (17 indywidualnych, 2 drużynowe i 2 drużynowe mieszane):
- sześć na skoczni Lysgårdsbakken w norweskim Lillehammer: w sezonach 2011/2012 i 2015/2016 konkursy indywidualne, a w sezonach 2012/2013 i 2013/2014 za każdym razem indywidualny oraz drużynowy mieszany,

- cztery na skoczni Villacher Alpenarena w austriackim Villach: w sezonie 2001/2002 drużynowy i indywidualny oraz w sezonie 2007/2008 dwa indywidualne, w tym jeden przeniesiony ze skoczni w Kranju,

- trzy na skoczni Salpausselkä w fińskim Lahti: w sezonie 2008/2009 indywidualny oraz w sezonie 2011/2012 drużynowy i indywidualny,

- dwa na olimpijskiej skoczni Russkije Gorki w rosyjskim Soczi, a właściwie w Krasnej Polanie, w sezonie 2012/2013 jako tzw. próba przedolimpijska (indywidualne),

- jeden na skoczni Puijo w fińskim Kuopio w sezonie 2014/2015, indywidualny,

- jeden na skoczni Alpensia Jumping Park w koreańskim Pjongczang w sezonie 2016/2017, indywidualny,

- dwa na skoczni Trampolino dal Ben we włoskim Predazzo, w sezonie 2019/2020, indywidualne,

- cztery na skoczni Trambulina Valea Cărbunării w rumuńskim Râșnovie: w sezonie 2019/2020 dwa konkursy indywidualne, w sezonie 2020/2021 indywidualny oraz drużynowy mieszany

Wszystkie konkursy w Lahti, Kuopio, Pjongczang i Predazzo raz jeden z dwóch konkursów w Krasnej Polanie i konkurs z sezonu 2015/2016 w Lillehammer były zresztą zaplanowane do rozegrania na skoczniach dużych, a przeniesiono je na skocznie normalne tylko z powodu trudnych warunków atmosferycznych.
Konkursy skoków na normalnej skoczni rozgrywane są podczas mistrzostw świata (od 1962 indywidualnie, a także w latach 1982–1997, 2001 i 2005 w drużynie) oraz podczas igrzysk olimpijskich. Na tego typu skoczniach rozgrywane są zawody podczas uniwersjady oraz mistrzostw świata juniorów.
Aktualnie mistrzem świata w skokach na takim obiekcie jest Piotr Żyła, natomiast mistrzem olimpijskim Ryōyū Kobayashi. Wśród pań mistrzynią świata jest Katharina Althaus, z kolei mistrzynią olimpijską Urša Bogataj.
Najlepsi zawodnicy trenują na skoczniach normalnych głównie po to, by skorygować błędy techniczne podczas wybicia z progu.

## Normalne skocznie posiadające homologacjęFIS
Stan na 22 lipca 2018
| Państwo           | Miejscowość            | Skocznia                       | HS [m] | K [m] |
| ----------------- | ---------------------- | ------------------------------ | ------ | ----- |
| Austria           | Eisenerz               | Erzbergschanze                 | 109    | 98    |
| Austria           | Hinzenbach             | Aigner-Schanze                 | 90     | 85    |
| Austria           | Ramsau                 | W90-Schanze                    | 98     | 90    |
| Austria           | Saalfelden             | Bibergschanze                  | 95     | 85    |
| Austria           | Seefeld                | Toni-Seelos-Olympiaschanze     | 109    | 99    |
| Austria           | Tschagguns             | skocznia HS108                 | 108    | 97    |
| Austria           | Villach                | Alpenarena                     | 98     | 90    |
| Czechy            | Frenštát pod Radhoštěm | Areal Horečky                  | 106    | 95    |
| Czechy            | Harrachov              | Čerťák                         | 100    | 90    |
| Czechy            | Liberec                | Ještěd                         | 100    | 90    |
| Estonia           | Otepää                 | Tehvandi                       | 100    | 90    |
| Finlandia         | Kuopio                 | Puijo                          | 100    | 92    |
| Finlandia         | Lahti                  | Salpausselkä                   | 100    | 90    |
| Finlandia         | Rovaniemi              | Ounasvaara                     | 100    | 90    |
| Francja           | Courchevel             | Tremplin du Praz               | 96     | 90    |
| Japonia           | Akita                  | Hanawa                         | 86     | 78    |
| Japonia           | Hakuba                 | skocznia HS98                  | 98     | 90    |
| Japonia           | Sapporo                | Miyanomori                     | 100    | 90    |
| Japonia           | Zaō                    | Yamagata                       | 102    | 95    |
| Kanada            | Whistler               | Whistler Olympic Park Ski Jump | 106    | 95    |
| Kazachstan        | Ałmaty                 | Gornyj Gigant                  | 100    | 95    |
| Korea Południowa  | Pjongczang             | Alpensia Jumping Park          | 109    | 98    |
| Niemcy            | Baiersbronn            | Ruhesteinschanze               | 90     | 85    |
| Niemcy            | Hinterzarten           | Rothaus-Schanze                | 108    | 95    |
| Niemcy            | Klingenthal            | Vogtlandschanze                | 85     | 85    |
| Niemcy            | Oberhof                | Rannsteigschanze               | 100    | 90    |
| Niemcy            | Oberstdorf             | Schattenbergschanze            | 106    | 95    |
| Niemcy            | Oberwiesenthal         | Fichtelbergschanze             | 106    | 95    |
| Niemcy            | Schonach               | Langenwaldschanze              | 106    | 95    |
| Niemcy            | Winterberg             | Sankt-Georg-Schanze            | 87     | 81    |
| Norwegia          | Høydalsmo              | Huka Hoppanlegg                | 94     | 85    |
| Norwegia          | Lillehammer            | Lysgårdsbakken                 | 98     | 90    |
| Norwegia          | Notodden               | Tveitanbakken                  | 100    | 90    |
| Norwegia          | Oslo                   | Midtstubakken                  | 106    | 95    |
| Norwegia          | Trondheim              | Granåsen                       | 105    | 90    |
| Polska            | Szczyrk                | Skalite                        | 106    | 95    |
| Polska            | Zakopane               | Średnia Krokiew                | 94     | 85    |
| Rosja             | Czajkowskij            | Snieżynka                      | 102    | 95    |
| Rosja             | Krasnaja Polana        | Russkije Gorki                 | 106    | 95    |
| Rosja             | Niżny Tagił            | Aist                           | 100    | 90    |
| Rumunia           | Râșnov                 | Trambulina Valea Cărbunării    | 97     | 90    |
| Słowacja          | Štrbské Pleso          | MS 1970                        | 100    | 90    |
| Słowenia          | Kranj                  | Bauhenk                        | 109    | 100   |
| Słowenia          | Ljubno                 | Logarska dolina                | 94     | 85    |
| Słowenia          | Planica                | Bloudkova velikanka            | 102    | 95    |
| Stany Zjednoczone | Brattleboro            | Harris Hill                    | 98     | 88    |
| Stany Zjednoczone | Lake Placid            | MacKenzie Intervale            | 100    | 90    |
| Stany Zjednoczone | Park City              | Utah Olympic Park Jump         | 100    | 90    |
| Szwajcaria        | Kandersteg             | Lötschberg-Schanze             | 106    | 95    |
| Szwecja           | Falun                  | Lugnet                         | 100    | 90    |
| Turcja            | Erzurum                | Kiremitliktepe                 | 109    | 95    |
| Włochy            | Predazzo               | Trampolino Dal Ben             | 104    | 95    |